# Apodopsyllus samuelgomezi
Apodopsyllus samuelgomezi is een eenoogkreeftjessoort uit de familie van de Paramesochridae. De wetenschappelijke naam van de soort is voor het eerst geldig gepubliceerd in 2002 door Gomez.